# A. W. 토저
에이든 윌슨 토저(Aiden Wilson Tozer, 1897년 4월 21일 ~ 1963년 5월 12일)는 미국의 개신교 목사이자 설교가, 저자이다. 미국의 대표적인 복음주의 목회자 중 한 명이었으며 교회의 부패한 현실을 비판하고 인기에 영합하지 않는 태도를 보여 이 시대의 예언자라는 평을 받았다.
A.W 토저는 펜실베니아 라호세 출신으로 10대시절 오하이오 아콘에서 회심을 한다. 타이어 공장에서 집으로 돌아오는 길에, 그는 길거리에 어느 목사가 “당신이 어떻게 구원받는지 모른다면 그냥 하나님에게 이렇게 말하세요. 주님, 죄인인 저에게 자비를 베풀어주십시오.”
그리고 집으로 돌아오는길에 그는 다락에 올라가 그 목사의 조언을 따른다.
회심을 한 5년뒤인 1891년에 그는 신학교육을 받지 않은채, 그의 첫번째 교회에서 목사로 섬기기로 받아들인다. 이것이 그의 44년간의 목회사역을 시작한 계기가 되었다. 그의 목회는 장로복음주의 교단의 Christian and Missionary Alliance(C&MA)라는 곳에 속해 있었다.
33년간은 많은 교회에서 목사로 섬긴다. 그의 첫번째 사역지는 웨스트 버지니아, 너터 포트에 위치한 작은 상가에 있는 교회였다. 토저는 30년간(1928-1959) 시카고 위치한 Southside Alliance Church에서 목사로 섬겼으며, 그의 마지막 사역은 캐나다 토론토에 위치한 Avenue Road Church에서 섬기게 된다. 그는 현대적인 기독교인의 삶을 지켜보며 교회가 세상적 가치와 타협하는 위험한 단계에 있다고 느끼게된다.
가난한 환경에서 자라온 토저는 집안환경때문에 고등학교와 대학에서 놓친 공부를 독학하였다.
1950년에 토저는 Wheaton College에서 명예 박사학위를 받는다. 1950년에는 Alliance Weekly (현재는 Alliance Life)라는 매거진에서 편집장으로 일을 하게 된다.
그가 쓴 60권의 책중, 대부분의 책들은 그가 죽고난뒤 그의 설교와 기사들을 엮어 편찬되었다.
하나님을 추구함(The Pursuit of God) 과The Knowledge of the Holy 라는 이 두권의 책은 기독교 고전이라고 불린다.
토저는 7명의 자녀가 있었는데 6명의 아들과 한명의 딸을 두었다. 그는 소박했고 물질주의와 반대되는 삶을 살았다. 그와 그의 아내 Ada Cecelia Pfautz는 차를 가져본적이 없으며 버스와 기차를 선호했다. 그가 저명한 기독교 작가가 된 이후에도 그의 로열티 수익의 대부분을 필요한 이들을 위해 양도했다.
그의 마지막 목회지이자 캐나다 토론토에 위치한 Avenue Road Church에서 66세의 나이에 심장마비로 숨을 거둔다.
그는 그가 10대시절 회심한 오하이오주 아콘에 있는Ellet 묘지에 안장된다.
그의 묘비에는 이렇게 “A.W 토저 – 하나님의 사람”이라고 적혀져있다. 그의 마지막 메시지인 “교회안에서 시들어가는 그리스도의 주권” (영문: The Waning Authority of Christ in the Churches)이라는 기사는 그가 죽은지 삼일후인 1963년 5월15일날 출판된다. 그의 자서전가인 제임스 L. 스나이더는 “어떤면에서 그의 마지막 기사는 그의 가슴속의 걱정을 담은 그의 고별사이다”라고 말했다.
토저의 자서전가인 제임스 L. 스나이더는 그의 책 “In Pursuit of God: The Life Of A.W. Tozer”에서 이와같이 말했다.
"기도는 토저에게 기필코 떼어놓을수없는 것이였다. 그의 설교와 글들은 그의 기도생활의 연장선에 불과한것였다."
- Let My People Go
- Man : the Dwelling Place of God
- Paths to Power
- The Divine Conquest
- The Pursuit of God, (1957) Camp Hill, PA: Christian Publications, ISBN 0-87509-522-4 (Online E-text)
- The Knowledge of the Holy, (1961) New York: Harper & Row, ISBN 0-06-068412-7
- The Root of the Righteous
- Wingspread

## 한국어로 번역된 책
- 예배인가 쇼인가(Tozer on worship and entertainment), 이용복 역, 규장, 2004년.
- 나는 진짜인가 가짜인가(That incredible christian), 이용복 역, 규장, 2004년.
- 세상과 충돌하라(Tozer speaks to students), 이용복 역, 규장, 2005년.
- 이것이 성령님이다(How to be filed with the holy spirit), 이용복 역, 규장, 2005년.
- 이것이 성공이다(Success and the christian), 이용복 역, 규장, 2005년.
- 홀리 스피리트(Tozer on the holy spirit), 이용복 역, 규장, 2006년.
- 보혜사(The Counselor), 이용복 역, 규장, 2006년.
- God(갓·하나님),이용복 역, 규장, 2007년 1월12일.